# Semiothisa dolichostigma
Semiothisa dolichostigma là một loài bướm đêm trong họ Geometridae.